# Hikmatilloh Turayev
Hikmatilloh Doston oʻgʻli Turayev (ur. 25 maja 1995) – uzbecki judoka. Olimpijczyk z Tokio 2020, gdzie zajął dziewiąte miejsce w wadze lekkiej.
Piąty na mistrzostwach świata w 2021 i trzeci w drużynie; uczestnik zawodów w 2018 i 2019. Brązowy medalista mistrzostw Azji w 2019. Zdobył złoty medal na Igrzyskach wojskowych w 2019 i brązowy na Uniwersjadzie w 2019 roku.

## Letnie Igrzyska Olimpijskie 2020
| Konkurencja | Eliminacje           | Eliminacje           | Klas. końcowa |
| Konkurencja | Przeciwnik I         | Przeciwnik II        | Miejsce       |
| ----------- | -------------------- | -------------------- | ------------- |
| 73 kg       | Igor Wandtke (GER) Z | An Chang-rim (KOR) P | 9.            |